# Cyber kill chain
Il Cyber kill chain è un modello definito dalla Lockheed Martin, per l'identificazione e la prevenzione delle attività di intrusione informatica attraverso l'implementazione di protocolli di sicurezza pro-attivi. Tale modello è a sua volta ispirato al kill chain, un modello militare che identifica le fasi di un attacco in:
- identificazione e posizione del bersaglio;
- acquisizione informazioni sul bersaglio (inclusa l'elencazione delle sue risorse);
- invio e dispiegamento delle truppe (con conseguenti regole di ingaggio) contro il bersaglio;
- inizio dell'attacco contro il bersaglio.

Il metodo di difesa o di azione preventiva contro una kill chain di un attaccante viene definito breaking.

## Le fasi dellacyber kill chain

### Ricognizione
Acquisizione di informazioni sul bersaglio dell'attaccante.

### Armamento
L'attaccante valuta le falle di sicurezza del bersaglio ed i vettori di attacco.

### Distribuzione
Distribuzione dei vettori d'attacco che possono essere hardware (usb, cd, dvd, ecc.) o software.

### Sfruttamento
Rilevata la falla di sicurezza (zero day o nota) viene sfruttata (exploit in inglese) dall'attaccante.

### Installazione
Ottenuto l'accesso al sistema del bersaglio attraverso l'intrusione abusiva l'attaccante lo può manomettere (tampering in inglese) attraverso codice malevolo.

### Comando e controllo
L'attaccante gestisce l'attacco da remoto, avendo ormai il controllo delle macchine del bersaglio, ed implementa attacchi di basso profilo (ad esempio Denial of Service) per depistare (red herring) e celare il suo vero movente a discapito del bersaglio (target).

### Azioni sugli obiettivi
L'attaccante implementa l'attacco chiave o finale per ottenere il risultato (fraudolento) sperato sul bersaglio.

## L'ottava fase

### Monetizzazione
In riferimento ad altri modelli (come il triangolo della truffa - giustificazione, movente, opportunità), gli esperti del settore hanno aggiunto un'ottava fase al modello della Lockheed Martin, che rappresenta l'ingiusto profitto dell'attaccante (materiale o non materiale). 